# Castello di Aizuwakamatsu
Il castello di Aizuwakamatsu (会津若松城?, Aizu-Wakamatsu-jō), chiamato anche Castello di Tsuruga (鶴ヶ城?, Tsuru-ga-jō), è un castello giapponese situato nell'omonima città giapponese.

## Storia
Il castello fu costruito da Ashina Naomori nel 1384 e originariamente era chiamato Castello di Kurokawa (黒川城?, Kurokawa-jō). Fu il centro militare e amministrativo della regione di Aizu fino al 1868.
Il castello fu assediato nella battaglia di Aizu dalle forze dell'esercito imperiale nel 1868 durante la guerra di Boshin. Dopo un mese di battaglia, gli edifici del castello furono gravemente danneggiati dallo scontro e vennero demoliti nel 1874.
Nel 1965, parte del castello (che originariamente era realizzato con pietra e legno) venne ricostruito usando il cemento. L'edificio ospita un museo e una galleria espositiva.